# Нихон-кэмпо

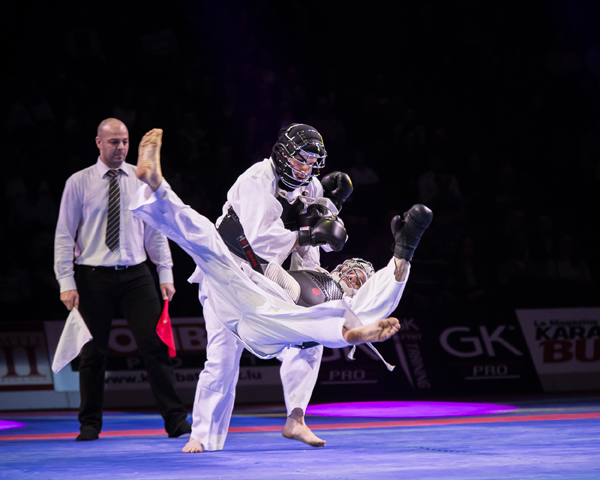
Нихон-кэмпо

Ниппон-кэмпо (яп. 日本拳法) или нихон-кэмпо — японский вид единоборства, где поединки проходят в полный контакт и используется специальная защита богу на голову — шлем (Мэн), грудь (до), перчатки (куробу), раковина на пах.
Создан этот вид кэмпо в 1932 году японцем Мунэоми Саваяма (澤山宗海). Он использовал в качестве техники этого кэмпо удары руками и ногами (атэми-вадза), блоки (укэ-вадза), броски (нагэ-вадза), болевые удержания (осаэ-вадза) и борьбу в партере. Разрешается использование техники из других видов кэмпо: дзюдо, каратэ, дзюдзюцу, айкидо и реслинга.
Благодаря тому, что поединки проходят в форме фул-контакт и в сообразной защитной амуниции, техника используемая в поединке может быть очень вариативной, чем Ниппон-кэмпо сильно отличается от узкоспециализированных видов кэмпо. Разрешаются удары также коленями и локтями. Ниппон-кэмпо в Японии занимаются курсанты более чем в 100 военных ВУЗах страны. Также этому виду кэмпо отдают часто предпочтения в тренировках полицейских сил. Ныне кроме Японии ниппон-кэмпо известен также в некоторых странах Европы. Правила поединков нихон-кэмпо легли в основу правил боев в сэкай-но кэмпо и боев почти без правил «Мистер Силач Сэкай».
Нихон-кэмпо можно назвать первым видом кэмпо смешанного, межстилевого типа, где в поединках могли встретиться спортсмены ударники и борцы. И ныне бойцы из нихон-кэмпо успешно выступают в боях без правил, например в «Октагоне» UFC.